# Islam Bajramukov

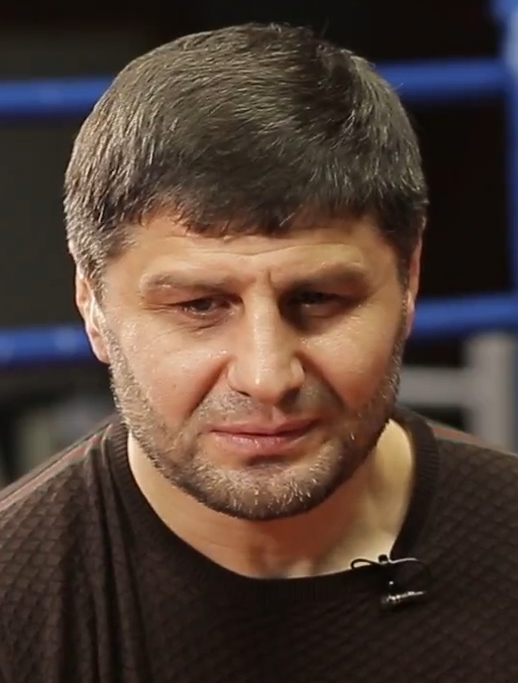
Islam Bajramukov

Islam Bajramukov (kazakiska: Ислам Байрамуков, Islam Bajramukov), född den 12 juni 1971, är en kazakisk brottare som tog OS-silver i tungviktsbrottning i fristilsklassen 2000 i Sydney.